# تاریخ گوینز طی قرون وسطی میانه

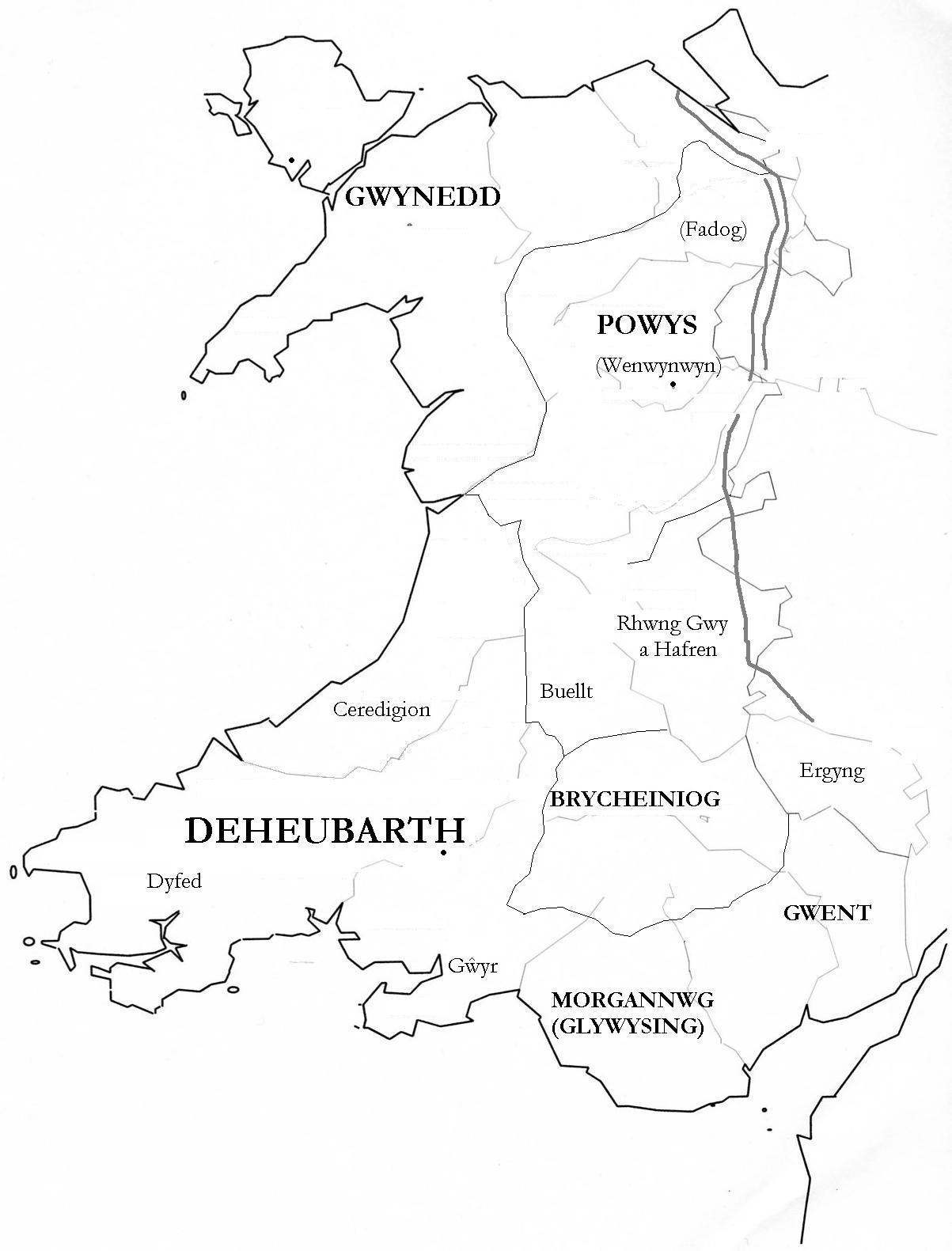
نقشه‌ای از ولز طی قرون وسطی

تاریخ گوینز طی قرون وسطی میانه (انگلیسی: History of Gwynedd during the High Middle Ages) به دوره‌ای از تاریخ گوینز و تاریخ ولز گفته می‌شود که از از قرن ۱۰ تا ۱۴ میلادی ادامه یافت. طی این دوران گوینز ابتدا تحت پادشاهی گوینز بود و در زمان ادوارد یکم توسط انگلستان تسخیر شد.